# Oligoplites saurus
Oligoplites saurus es una especie de peces de la familia Carangidae en el orden de los Perciformes.

## Morfología
• Los machos pueden llegar alcanzar los 35 cm de longitud total.

## Subespecies
- Oligoplites saurus saurus  en el  Atlántico occidental.
- Oligoplites saurus inornatus en el Pacífico oriental.

## Distribución geográfica
Se encuentra en el  Atlántico occidental (desde  Maine y el norte del Golfo de México hasta el Uruguay e Indias Occidentales. Es ausente de las Bahamas) y el Pacífico oriental (desde la Baja California hasta Ecuador ).